# Annandale (Pomeroon-Supenaam)
Annandale es una localidad controlada por Guyana de la región Pomeroon-Supenaam y reclamada por Venezuela.
Se ubica sobre la costa atlántica a pocos kilómetros de la desembocadura del rio Esequibo. 

## Demografía
Según censo de población 2002 contaba con 131 habitantes. 
Ocupación de la población
| Dato      | Funcionarios | Profesionales y técnicos | Clero | Comercio y Servicios | Act. agrícolas | Act. industriales | Ocup. elementales | S/D | Total |
| --------- | ------------ | ------------------------ | ----- | -------------------- | -------------- | ----------------- | ----------------- | --- | ----- |
| Población | 1            | 8                        | 2     | 11                   | 12             | 10                | 11                | 78  | 131   |